# Олександрія-2
«Олександрія-2» — український футбольний клуб з міста Олександрії Кіровоградської області, фарм-клуб «Олександрії».

## Історія
У 1992 році вперше з'явилася під назвою «Поліграфтехніка-2», з 1995 року — «Поліграфтехніка-Кристал». Домашні матчі команда проводила на стадіоні «Шахтар» (5692 місця).
Виступав у Кубку України сезону 1992/1993, та в аматорській лізі у сезонах 1992/1993 і 1994/1995. У 1992 році клуб виграв Кубок Кіровоградської області, а  1999 року став чемпіоном Кіровоградської області. Згодом команда припинила існування разом із основною командою «Поліграфтехніки».
Влітку 2024 року «Олександрія» ухвалила рішення про відновлення фарм-клубу, створивши команду «Олександрія-2», яка в сезоні 2024/25 стала учасником Другої ліги України, дебютувавши на професіональному рівні. Головним тренером команди став Віктор Бицюра, який до того очолював юнацьку команду «Олександрії».

## Статистика
- Найбільша перемога: 7:1 («Гірник» Комсомольськ, 13 листопада 1994, Олександрія)
- Найбільша поразка: 0:5 («Будівельник» Суми, 27 серпня 1994, Суми; «Локомотив» Гребінка, 6 травня 1995, Гребінка)
- Найрезультативніший матч: 7:1 («Гірник» Комсомольськ, 13 листопада 1994, Олександрія)

### Кубок України
| Рік       | Етап        | І | В | Н | П | РМ  | О |
| --------- | ----------- | - | - | - | - | --- | - |
| 1992/1993 | 1/32 фіналу | 2 | 1 | 0 | 1 | 1−4 | 2 |

### Аматорська ліга
| Рік       | Ліга, зона, група  | І  | В  | Н | П  | РМ    | О  | Місце   |
| --------- | ------------------ | -- | -- | - | -- | ----- | -- | ------- |
| 1992/1993 | Аматори, 4 зона    | 26 | 4  | 1 | 21 | 12−24 | 9  | 13 з 14 |
| 1994/1995 | Аматори 3 підгрупа | 30 | 10 | 4 | 16 | 31−44 | 34 | 12 з 16 |
| Всього    | 2 чемпіонати       | 56 | 14 | 5 | 37 | 43−68 | 43 |         |

### Чемпіонат України серед професіоналів
| Сезон   | Ліга      | М      | І  | В | Н | П | ГЗ | ГП | О  | Кубок України  | Примітка |
| ------- | --------- | ------ | -- | - | - | - | -- | -- | -- | -------------- | -------- |
| 2024/25 | Друга «Б» | 4 з 10 | 18 | 7 | 7 | 4 | 30 | 19 | 28 | не брав участі |          |

## Досягнення
- Відкритий турнір ПФЛ: 2024 (фіналіст)[3]
- Чемпіон Кіровоградської області: 1999
- Володар Кубка Кіровоградської області: 1992

## Склад команди
Клуб має спільну заявку на сезон із основною командою